# Quartieri alti (serie televisiva)
Quartieri alti (Easy Street) è una serie televisiva statunitense in 22 episodi trasmessi per la prima volta nel corso di una sola stagione dal 1986 al 1987.

## Trama
L.K. McGuire è una showgirl che resta vedova dopo aver sposato un uomo molto ricco e rimane da sola a "combattere" contro la famiglia di questi che vogliono impossessarsi interamente dell'eredità. Ella deve combattere in particolare contro Eleanor Standard, la sorella del marito, e suo marito Quentin, che vivono nella villa di famiglia di Beverly Hills insieme a L.K.. Per farsi dare manforte, L.K. invita a vivere con lei lo zio Alvin 'Bully' Stevenson e un amico di questi, Ricardo Williams, che si trasferiscono nella casa fra la costernazione di Eleanor e Quentin, che faranno di tutto per sbarazzarsi di loro, e l'imbarazzo del maggiordomo Bobby.

## Personaggi e interpreti
- L.K. McGuire (22 episodi, 1986-1987), interpretata da Loni Anderson.
- Zio Alvin 'Bully' Stevenson (22 episodi, 1986-1987), interpretato da Jack Elam.
- Ricardo Williams (22 episodi, 1986-1987), interpretato da Lee Weaver.
- Eleanor Standard (22 episodi, 1986-1987), interpretata da Dana Ivey.
- Quentin Standard (22 episodi, 1986-1987), interpretato da James Cromwell.
- Bobby (22 episodi, 1986-1987), interpretato da Arthur Malet.

## Produzione
La serie, ideata da Hugh Wilson, fu prodotta da Viacom Productions. Le musiche furono composte da Parmer Fuller.

### Registi
Tra i registi sono accreditati:
- Tony Mordente in 10 episodi (1986-1987)
- Hugh Wilson in 3 episodi (1986-1987)
- Sam Weisman in 3 episodi (1986)
- Tony Singletary in 2 episodi (1986)

### Sceneggiatori
Tra gli sceneggiatori sono accreditati:
- Janis Hirsch in un episodio (1986)
- Bruce Rasmussen in un episodio (1986)
- Hugh Wilson in un episodio (1986)
- Sheldon Bull in un episodio (1987)
- Andy Borowitz
- Richard Dubin

## Distribuzione
La serie fu trasmessa negli Stati Uniti dal 13 settembre 1986 al 29 aprile 1987  sulla rete televisiva NBC. In Italia è stata trasmessa con il titolo Quartieri alti.
Alcune delle uscite internazionali sono state:
- negli Stati Uniti il 13 settembre 1986 (Easy Street)
- in Francia il 16 marzo 1988 (Une vraie vie de rêve)
- nel Regno Unito il 15 gennaio 1989
- in Spagna (Calle tranquila)
- in Italia (Quartieri alti)

## Episodi
| Stagione       | Episodi | Prima TV USA |
| -------------- | ------- | ------------ |
| Prima stagione | 22      | 1986-1987    |